# Julie Vigourt
Pour les articles homonymes, voir Vigourt.
Julie Vigourt (née le 19 octobre 1979 à Mâcon) est une athlète française, spécialiste du saut à la perche.

## Biographie
Le 12 mai 1996, à Chalon-sur-Saône, Julie Vigourt établit un nouveau record de France du saut à la perche avec 4,02 mètres en catégorie des cadettes, améliorant d'un centimètre la performance d'Amandine Homo établie 12 jours plus tôt.
Elle remporte la médaille de bronze des Jeux de la Francophonie 2001, à Ottawa au Canada, devancée par la Polonaise Monika Pyrek et la Tchèque Pavla Hamácková.
En tant que senior, elle accomplit son meilleur saut, le 20 juillet 2002, à Bron (Rhône), soit 4,30 mètres.
Munie d'une maîtrise de STAPS entraînement, management, elle devient en Bourgogne entraîneur des perchistes du Pôle Espoirs de Dijon et du Dijon Université Club Athlétisme [1].